# Kate Roberts (Triathletin)
Kate Roberts (* 20. Juni 1983 in Bloemfontein) ist eine ehemalige südafrikanische Triathletin und zweifache Olympiastarterin (2008, 2012).

## Werdegang
Im Alter von 15 Jahren begann Kate Roberts mit Biathlon und zwei Jahre später wechselte sie zum Triathlon.

### Olympische Sommerspiele 2008
2001 startete sie bei ihrem ersten Triathlon und 2008 nahm sie in Peking bei den Olympischen Spielen teil, wo sie den 32. Rang belegte.
Sie ist vierfache afrikanische Meisterin auf der Kurzdistanz (2006, 2007, 2010 und 2011).

### Olympische Sommerspiele 2012
Neben Gillian Sanders und Richard Murray konnte sie sich 2012 nach 2008 erneut für einen Startplatz bei den Olympischen Spielen qualifizieren, wo sie nach einem Sturz mit dem Rad in London auf dem 22. Rang landete.
Bei den Commonwealth Games 2014 in Glasgow wurde sie im Team Zweite in der Staffel.
Seit 2014 tritt Kate Roberts nicht mehr international in Erscheinung.

## Sportliche Erfolge
| Datum/Jahr    | Rang | Wettbewerb                                    | Austragungsort | Zeit        | Bemerkung                                                                                  |
| ------------- | ---- | --------------------------------------------- | -------------- | ----------- | ------------------------------------------------------------------------------------------ |
| 2. Nov. 2014  | 2    | Ekurhuleni 5150                               | Ekurhuleni     | 02:06:08    | African Championships                                                                      |
| 2. Aug. 2014  | 2    | London Triathlon                              | London         |             |                                                                                            |
| 26. Juli 2014 | 2    | Commonwealth Games 2014                       | Glasgow        | 01:14:13    | Gemischte Staffel – zusammen mit Henri Schoeman, Gillian Sanders und Richard Murray        |
| 5. Juni 2014  | 3    | ETU Triathlon Premium European Cup            | Rijssen-Holten | 02:06:44    |                                                                                            |
| 4. Aug. 2012  | 22   | Olympische Sommerspiele 2012                  | London         | 02:02:28    |                                                                                            |
| 21. Juli 2012 | 5    | ITU World Championship Series 2012            | Hamburg        | 00:56:40    | auf der Sprintdistanz                                                                      |
| 19. Sep. 2011 | 15   | ITU World Championship Series 2011            | Yokohama       | 02:01:21    | Das Ergebnis des Rennens soll schon für die Saison 2012 berücksichtigt werden.             |
| 11. Sep. 2011 | 42   | ITU World Championship Series 2011            | Peking         | 02:05:04    | [ 2 ]                                                                                      |
| 3. Juli 2011  | 1    | ATU Triathlon African Championships           | Maputo         | 02:14:04    |                                                                                            |
| 21. Aug. 2010 | 11   | ITU Sprint Triathlon World Championships      | Lausanne       | 00:59:47    | bei der Erstaustragung (750 m Schwimmen, 20 km Radfahren und 5 km Laufen)                  |
| 14. Aug. 2010 | 6    | ITU World Championship Series 2010            | Kitzbühel      | 02:04:41    | 6. Rennen der Serie                                                                        |
| Juli 2010     | 8    | ITU World Championship Series 2010            | London         | 01:53:04    | 5. Rennen der Serie                                                                        |
| 17. Juli 2010 | 4    | ITU World Championship Series 2010            | Hamburg        | 01:53:57    | 4. Rennen der Serie                                                                        |
| 6. Juni 2010  | 12   | ITU World Championship Series 2010            | Madrid         | 02:08:19    | 3. Rennen der Saison                                                                       |
| 9. Mai 2010   | 1    | ATU Triathlon African Championships           | Durban         | 02:08:52    |                                                                                            |
| 11. Apr. 2010 | 6    | ITU World Championship Series 2010            | Sydney         | 02:04:49    | 1. Rennen der Saison 2010 – mit einer sehr knapper Entscheidung                            |
| 2. Aug. 2009  | 5    | London Triathlon                              | London         | 01:58:52    |                                                                                            |
| 10. Aug. 2008 |      | London Triathlon                              | London         | 02:57:46    |                                                                                            |
| 8. März 2008  | 2    | ATU Triathlon African Championships           | Hammamet       | 02:07:02    |                                                                                            |
| 19. Aug. 2008 | 32   | Olympische Sommerspiele 2008                  | Peking         | 02:05:33,24 |                                                                                            |
| 31. März 2007 | 1    | ATU Triathlon African Championships           | Le Coco Beach  | 02:04:50    | [ 4 ]                                                                                      |
| 9. Apr. 2006  | 1    | ATU Triathlon African Championships           | Nyanga         | 02:28:38    |                                                                                            |
| 2006          | 16   | Commonwealth Games 2006                       | Melbourne      | 02:04:47    | Triathlon über die olympische Distanz (1,5 km Schwimmen, 40 km Radfahren und 10 km Laufen) |
| 3. Apr. 2005  | 2    | ATU Triathlon African Championships           | KwaZulu-Natal  |             |                                                                                            |
| 28. März 2004 | 4    | ATU Triathlon African Championships           | Laanbang       | 02:30:52    |                                                                                            |
| 22. Juli 2001 | 12   | ITU Triathlon World Championship Junior Women | Edmonton       | 02:06:44    | hinter der Siegerin Nicola Spirig                                                          |

| Datum/Jahr    | Rang | Wettbewerb      | Austragungsort | Zeit     | Bemerkung |
| ------------- | ---- | --------------- | -------------- | -------- | --------- |
| 18. Apr. 2011 |      | Boston-Marathon | Boston         | 04:15:52 |           |
| 25. Sep. 2005 |      | Berlin-Marathon | Berlin         | 04:34:24 |           |

(DNF – Did Not Finish)